# فرودگاه بیجاپور
فرودگاه بیجاپور (به انگلیسی: Bijapur Airport) (به زبان بومی: ವಿಜಾಪುರ ವಿಮಾನ ನಿಲ್ದಾಣ) یک فرودگاه خصوصی است که یک باند فرود آسفالت دارد و طول باند آن ۱۷۰۰ متر است. این فرودگاه در کشور هند قرار دارد .